# Ферец Шомоді
Ферец Шомоді (угор. Somogyi Ferenc; 1 вересня 1945 року, Харткірхен, Австрія) — угорський дипломат, політик, міністр закордонних справ Угорщини (2004—2006), посол Угорщини в США (2007—2009), член Угорської соціалістичної партії.

## Біографія
Народився 1 вересня 1945 року в комуні Харткірхен, Австрія.
Закінчив Університет Корвіна за спеціальністю «міжнародні відносини». Був заступником посла при ООН в 1980-х роках в комуністичному уряді Угорщини, а в 1990-х обіймав посаду керівника телефонної компанії.
З 1989 по 1990 рік був державним секретарем Міністерства закордонних справ. З 2004 по 2006 рік обіймав посаду міністра закордонних справ Угорщини в уряді Ференца Дюрчаня.
З 2007 по 2009 рік був послом Угорщини в Сполучених Штатах Америки.

## Нагороди
- командорський хрест Ордена Заслуг Угорщини (1995);
- командорський хрест із зіркою Ордена Заслуг Угорщини (2002);
- орден «За заслуги» III ступеня (19 серпня 2006) — за вагомий особистий внесок у розвиток міжнародного співробітництва, зміцнення авторитету та позитивного іміджу України у світі, популяризацію її історичних і сучасних надбань[5][6];